# Turner-Miesse

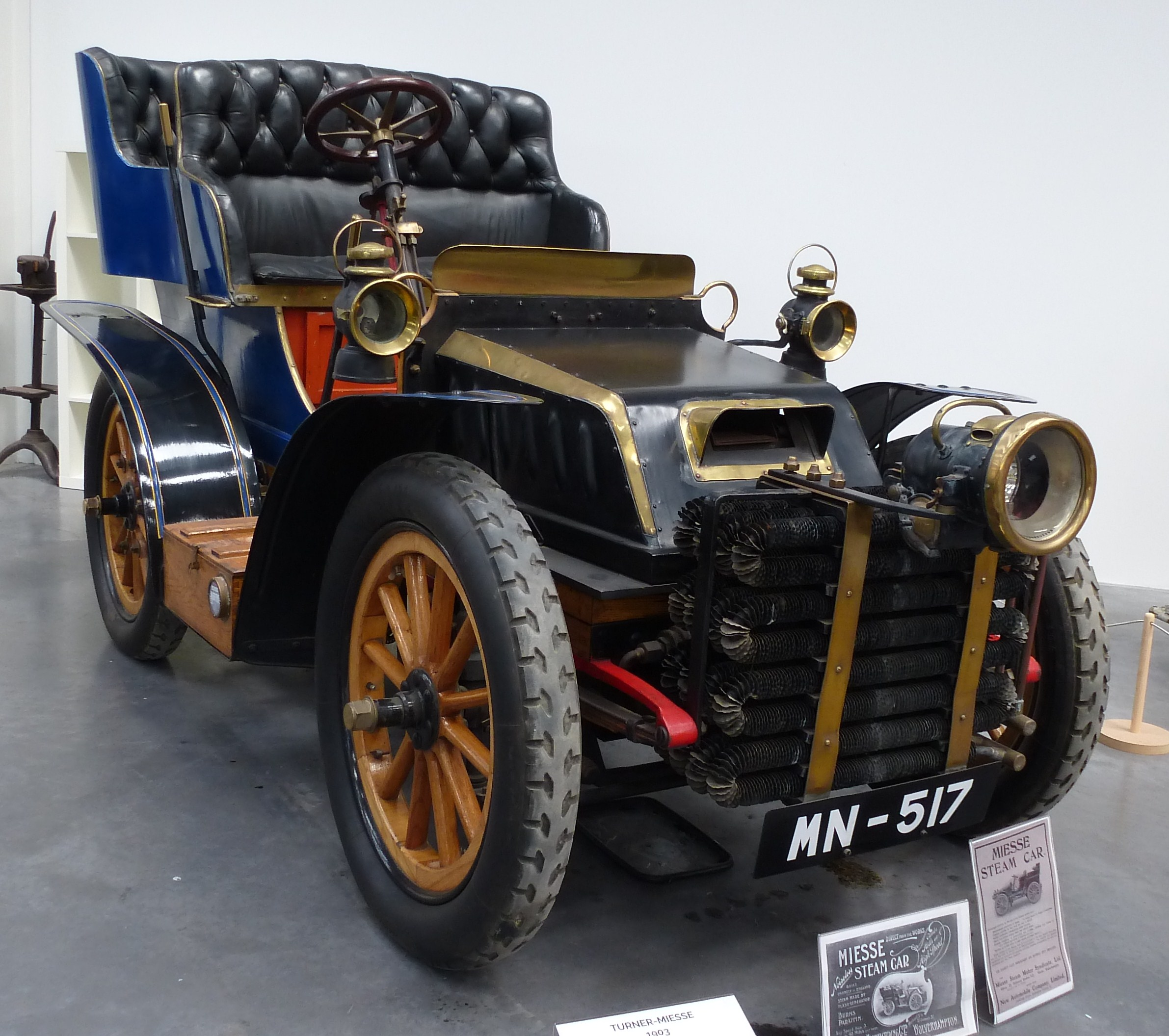
Turner-Miesse von 1903

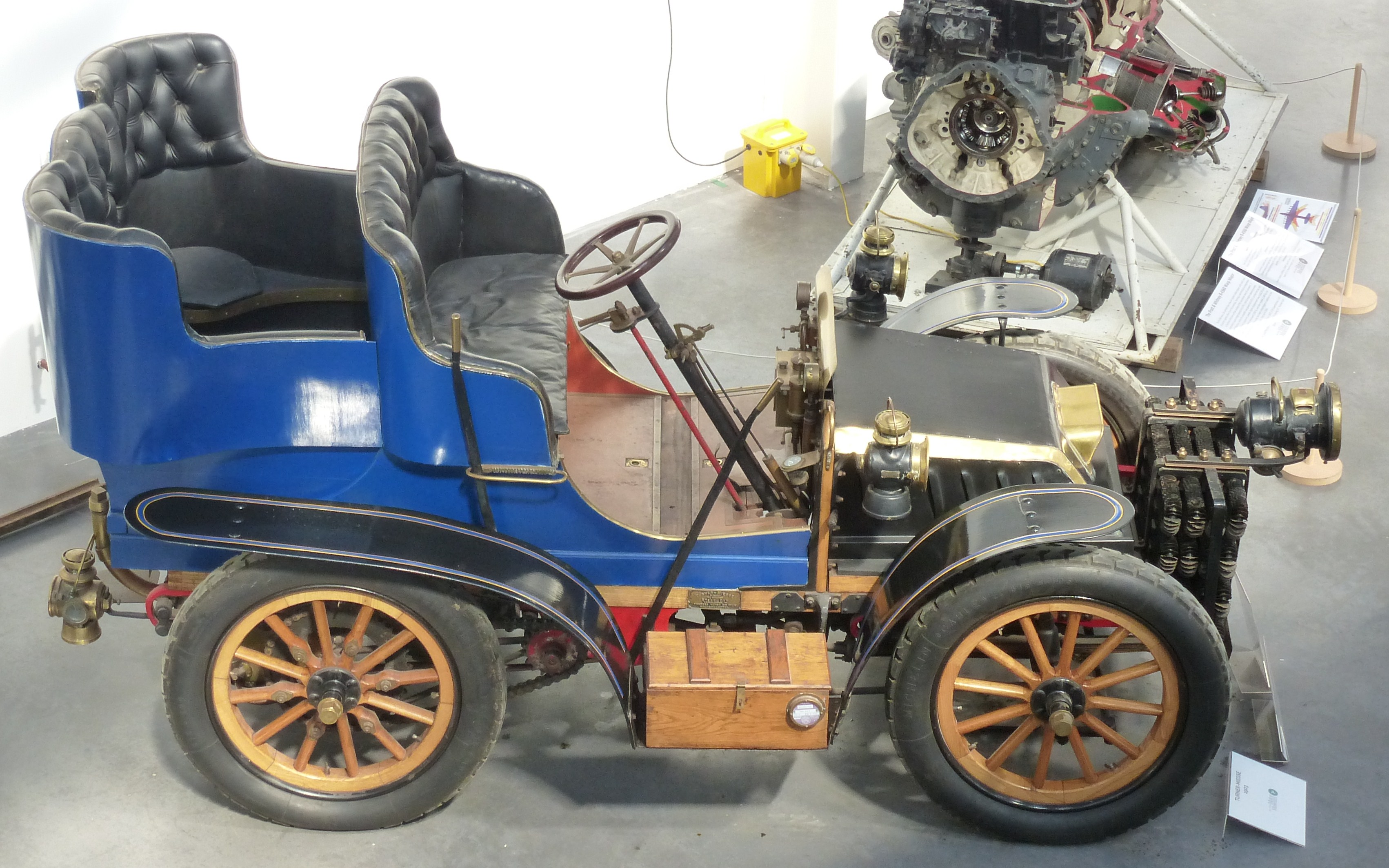
Turner-Miesse von 1903

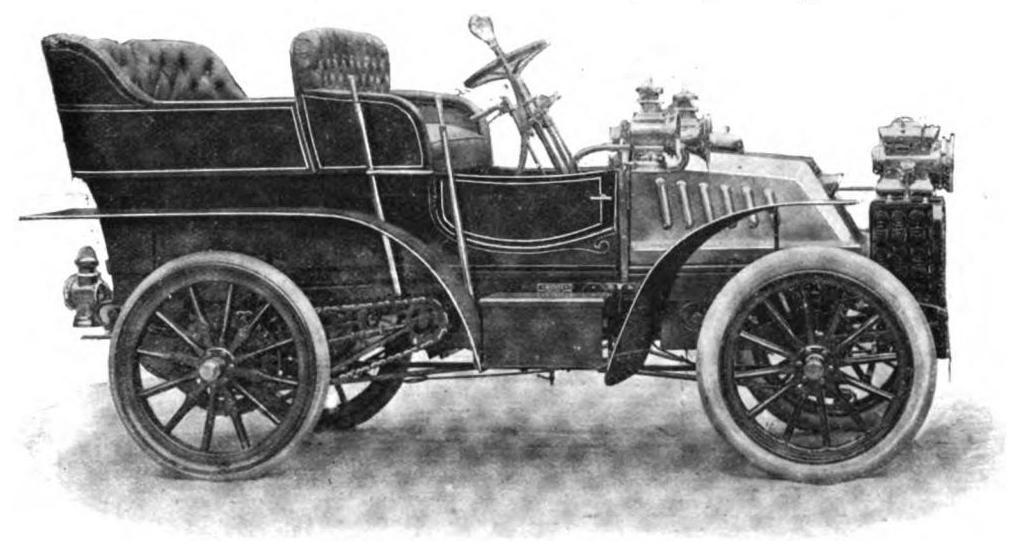
Turner-Miesse 10-16 HP von 1903

Turner-Miesse war eine britische Automarke.

## Unternehmensgeschichte
Das Unternehmen Turner’s Motor Manufacturing Co Limited, das später Fahrzeuge unter dem eigenen Namen Turner anbot, begann 1902 in Wolverhampton mit der Produktion von Automobilen unter der Marke Turner-Miesse.
1913 wurde die Produktion eingestellt.

## Fahrzeuge
Die Fahrzeuge entstanden nach einer Lizenz von Miesse. Sie waren mit Dampfmotoren ausgestattet. Es gab die Modelle 10 HP, 15 HP, 16 HP und 20 HP. Bei Miesse selber waren Dampfautomobile bereits 1907 aufgegeben worden.
Ein Fahrzeug dieser Marke ist im Black Country Living Museum in Dudley zu besichtigen.